# Список кардиналов, возведённых папой римским Луцием II

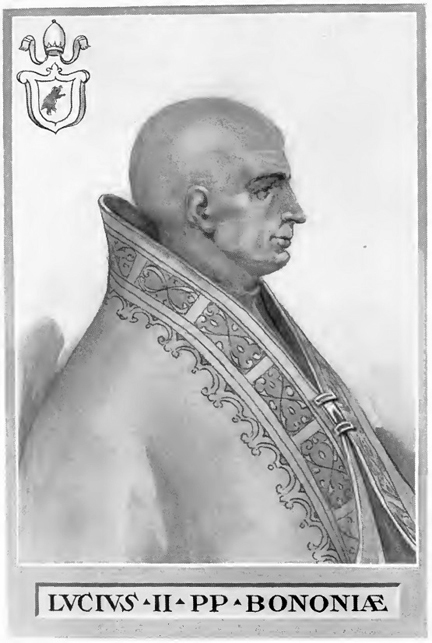
Папа Луций II

Кардиналы, возведённые Папой римским Луцием II — 7 клириков и мирян были возведены в сан кардинала на двух Консистории за однолетний понтификат Луция II.

## Консистория от июня 1144 года
- Убальдо Каччанемичи, регулярный каноник Святой Марии Ренской (кардинал-священник церкви Санта-Кроче-ин-Джерусалемме);
- Берардо (титулярная диакония неизвестна).

## Консистория от декабря 1144 года
- Гуарино Фоскари, регулярный каноник Святой Марии Ренской (кардинал-епископ Палестрины);
- Гвидо Чибо (кардинал-священник церкви Санта-Пуденциана);
- Виллано Гаэтани (кардинал-священник церкви Санто-Стефано-аль-Монте-Челио);
- Ченцио (титулярная церковь неизвестна);
- Бернардо (титулярная диакония неизвестна);
- Пьетро (кардинал-дьякон с титулярной диаконией Санта-Мария-ин-Виа-Лата);
- Николаус (титулярная диакония неизвестна).